# Achalcus minutus
Achalcus minutus är en tvåvingeart som beskrevs av Octave Parent 1933. Achalcus minutus ingår i släktet Achalcus och familjen styltflugor. Inga underarter finns listade i Catalogue of Life.